# Gare de Ventura
La  gare de Ventura est une gare ferroviaire des États-Unis située à Ventura en Californie; Elle est desservie par Amtrak. C'est une gare sans personnel.

## Histoire
Elle est mise en service en 1992

## Service des voyageurs

### Desserte
Elle est desservie par une liaison longue-distance Amtrak :
- Le Pacific Surfliner: San Diego - San Luis Obispo